# Gaylussacia
Gaylussacia es un género  de plantas fanerógamas pertenecientes a la familia Ericáceas, nativa de América, donde se encuentran en el este de Norteamérica (ocho especies) y Sudamérica en los Andes (siete especies) y en las montañas del sudoeste de Brasil (unas 35 especies).  Comprende 107 especies descritas y de estas, solo 56 aceptadas.

## Descripción
Son arbustos perennes o caducos que alcanzan una altura de 40-180 cm. 
Especies de Gaylussacia son el alimento de larvas de algunas especies de lepidópteros, incluyendo  Coleophora gaylussaciella (que come exclusivamente de  Gaylussacia) y Coleophora multicristatella.

## Taxonomía
El género  fue descrito por Carl Sigismund Kunth y publicado en Nova Genera et Species Plantarum (quarto ed.) 3: 275–277, pl. 257. 1818[1819]. La especie tipo es:  Gaylussacia buxifolia

## Especies
| - Gaylussacia amazonica - Gaylussacia amoena - Gaylussacia angulata - Gaylussacia angustifolia - Gaylussacia baccata - Gaylussacia bigeloviana - Gaylussacia brachycera - Gaylussacia brasiliensis - Gaylussacia buxifolia - Gaylussacia caparoensis - Gaylussacia cardenasii - Gaylussacia centunculifolia - Gaylussacia chamissonis - Gaylussacia ciliosa - Gaylussacia cinerea - Gaylussacia decipiens - Gaylussacia densa - Gaylussacia duartei - Gaylussacia dumosa - Gaylussacia fasciculata - Gaylussacia frondosa - Gaylussacia gardneri - Gaylussacia goyazensis - Gaylussacia harleyi - Gaylussacia incana - Gaylussacia jordanensis | - Gaylussacia loxensis - Gaylussacia martii - Gaylussacia montana - Gaylussacia mosieri - Gaylussacia nana - Gaylussacia oleifolia - Gaylussacia pallida - Gaylussacia pinifolia - Gaylussacia pruinosa - Gaylussacia pseudociliosa - Gaylussacia pseudogaultheria - Gaylussacia pulchra - Gaylussacia reticulata - Gaylussacia retivenia - Gaylussacia retusa - Gaylussacia rhododendron - Gaylussacia riedelii - Gaylussacia rigida - Gaylussacia rugosa - Gaylussacia salicifolia - Gaylussacia setosa - Gaylussacia tomentosa - Gaylussacia ursina - Gaylussacia virgata - Gaylussacia vitis-idaea |